# Бермуда-Дюнс (Каліфорнія)
Бермуда-Дюнс (англ. Bermuda Dunes) — переписна місцевість (CDP) в США, в окрузі Ріверсайд штату Каліфорнія. Населення — 8244 особи (2020).

## Географія
Бермуда-Дюнс розташована за координатами 33°44′37″ пн. ш. 116°17′14″ зх. д. / 33.74361° пн. ш. 116.28722° зх. д. (33.743500, -116.287332).  За даними Бюро перепису населення США в 2010 році переписна місцевість мала площу 7,63 км², уся площа — суходіл.

### Клімат
| Клімат : Бермуда-Дюнс      | Клімат : Бермуда-Дюнс | Клімат : Бермуда-Дюнс | Клімат : Бермуда-Дюнс | Клімат : Бермуда-Дюнс | Клімат : Бермуда-Дюнс | Клімат : Бермуда-Дюнс | Клімат : Бермуда-Дюнс | Клімат : Бермуда-Дюнс | Клімат : Бермуда-Дюнс | Клімат : Бермуда-Дюнс | Клімат : Бермуда-Дюнс | Клімат : Бермуда-Дюнс | Клімат : Бермуда-Дюнс |
| Показник                   | Січ.                  | Лют.                  | Бер.                  | Квіт.                 | Трав.                 | Черв.                 | Лип.                  | Серп.                 | Вер.                  | Жовт.                 | Лист.                 | Груд.                 | Рік                   |
| Абсолютний максимум, °C    | 36,1                  | 37,8                  | 39,4                  | 42,8                  | 47,2                  | 50,6                  | 51,7                  | 49,4                  | 50,0                  | 46,1                  | 38,3                  | 35,6                  | 51,7                  |
| Середній максимум, °C      | 22,2                  | 24,1                  | 27,4                  | 30,8                  | 35,4                  | 39,5                  | 41,8                  | 41,4                  | 38,9                  | 33,3                  | 26,4                  | 21,7                  | 31,9                  |
| Середній мінімум, °C       | 7,0                   | 8,9                   | 12,7                  | 15,9                  | 19,8                  | 23,4                  | 26,8                  | 26,8                  | 23,3                  | 17,6                  | 11,0                  | 6,8                   | 16,7                  |
| Абсолютний мінімум, °C     | −10,6                 | −6,7                  | −3,9                  | 0,6                   | 3,3                   | 7,2                   | 15,0                  | 13,3                  | 7,8                   | −0,6                  | −5                    | −8,3                  | −10,6                 |
| Норма опадів, мм           | 14                    | 16                    | 11                    | 1                     | 2                     | 0                     | 1                     | 14                    | 1                     | 7                     | 5                     | 16                    | 87                    |
| -------------------------- | --------------------- | --------------------- | --------------------- | --------------------- | --------------------- | --------------------- | --------------------- | --------------------- | --------------------- | --------------------- | --------------------- | --------------------- | --------------------- |
| Джерело: www.ncdc.noaa.gov |                       |                       |                       |                       |                       |                       |                       |                       |                       |                       |                       |                       |                       |

## Демографія
Згідно з переписом 2010 року, у переписній місцевості мешкали 7282 особи в 2942 домогосподарствах у складі 1983 родин. Густота населення становила 954 особи/км².  Було 3639 помешкань (477/км²).
Расовий склад населення:
| - 74,6 % — білих - 3,3 % — азіатів - 2,5 % — чорних або афроамериканців - 0,9 % — корінних американців - 0,2 % — вихідців з тихоокеанських островів - 15,5 % — осіб інших рас |

До двох чи більше рас належало 3,1 %. Частка іспаномовних становила 32,6 % від усіх жителів.
За віковим діапазоном населення розподілялося таким чином: 22,5 % — особи молодші 18 років, 62,4 % — особи у віці 18—64 років, 15,1 % — особи у віці 65 років та старші. Медіана віку мешканця становила 39,1 року. На 100 осіб жіночої статі у переписній місцевості припадало 98,1 чоловіків;  на 100 жінок у віці від 18 років та старших — 93,9 чоловіків також старших 18 років.
Середній дохід на одне домашнє господарство  становив 95 987 доларів США (медіана — 60 020), а середній дохід на одну сім'ю — 110 345 доларів (медіана — 67 393). Медіана доходів становила 51 607 доларів для чоловіків та 33 010 доларів для жінок. За межею бідності перебувало 10,0 % осіб, у тому числі 10,3 % дітей у віці до 18 років та 12,4 % осіб у віці 65 років та старших.
Цивільне працевлаштоване населення становило 3846 осіб. Основні галузі зайнятості: освіта, охорона здоров'я та соціальна допомога — 25,3 %, мистецтво, розваги та відпочинок — 15,6 %, роздрібна торгівля — 12,6 %.